# Babura (Medan Baru)
Babura is een bestuurslaag in het regentschap Medan van de provincie Noord-Sumatra, Indonesië. Babura telt 6883 inwoners (volkstelling 2010).